# Coupe du monde de polo sur neige 2012
Navigation
Édition suivante
La coupe du monde de polo sur neige 2012, première édition du coupe du monde de polo sur neige, a lieu en 2012 à Tianjin, en République populaire de Chine. Elle est remportée par Hong Kong.